# .ar
.ar là tên miền Internet quốc gia (ccTLD) dành cho Argentina. Nó được quản lý bởi Bộ Ngoại giao Argentina.